# セキュリティとメンテナンス
セキュリティとメンテナンスとはWindows 10向けに提供しているクライアントセキュリティ監視サービスの名称である。Windows XP Service Pack 2以降及びWindows VistaではWindowsセキュリティ センター、Windows 7ではWindows Action Centerと呼ばれていた。

## 開発背景
機能としてはファイアウォール機能、ウイルス対策ソフト（Vista、7では「マルウエア対策ソフト」）、自動更新機能の合計3つのカテゴリーを監視するもので今日のインターネットにおけるセキュリティ問題に対応するためにWindows XP Service Pack 2の公開と共に提供している。仮にファイアウォールが無効であったりウイルス対策ソフトウェアが導入されていない、あるいは導入はしているが常時監視機能を無効にしている場合や定義ファイルの更新がされていない場合などには警告メッセージがポップアップで表示され、必要に応じてその機能を有効にするよう催促をかける。Windows 7では、Windows Defenderが統合された。
あくまでも警告だけしかしないため、実際のウイルス対策ソフトやスパイウェア対策ソフト等は各自で用意する必要がある（ファイアウォール機能はWindows標準の機能だけでも対処することは可能）。
セキュリティセンターの画面は、他のコントロールパネル項目に比べて非常にシンプルな外観になっており、クリックひとつで適切な設定画面を開くことができるようになっている（パーソナルファイアウォールなどを導入すれば、その設定画面へジャンプできるリンクが表示される製品もある）。これは、セキュリティに対する認識が不十分なパソコン初心者を意識している。

## 補足事項
- ウイルス対策ソフトによっては導入しており尚かつ常時監視に設定しているにもかかわらず警告が表示されることがある。その場合は単にシステム側が探知していないかウイルス対策ソフト側の問題であることが多い。そのような場合はウイルス対策ソフトウェアを最新版にするか警告表示を無効にする等で対処できる。
- Windows XPの場合、Service Pack 2を適用した直後あるいは既にService Pack 2が適用された状態のWindows XPセットアップディスクからインストールした場合は起動する途中で自動更新機能を有効にするか尋ねられる。